# 海洋岛镇
海洋岛镇是中华人民共和国辽宁省大連市长海县下辖镇，其所在的海洋岛位于长山列岛东南端，北靠大陆，东与朝鲜半岛隔海相望，是中国辽东半岛东端的一座岛屿，距大连港73海里，距县政府所在地大长山岛34海里，距韩国白翎岛92海里，因其地理位置重要，素有"黄海前哨"“东方第一岛”之美称。陆地总面积19.47平方公里，海岸线长25.5公里，总人口5550人。

## 行政区划
全镇下辖2个行政村：盐场村和西邦村，24个居民屯。